# Cinemateca Portuguesa

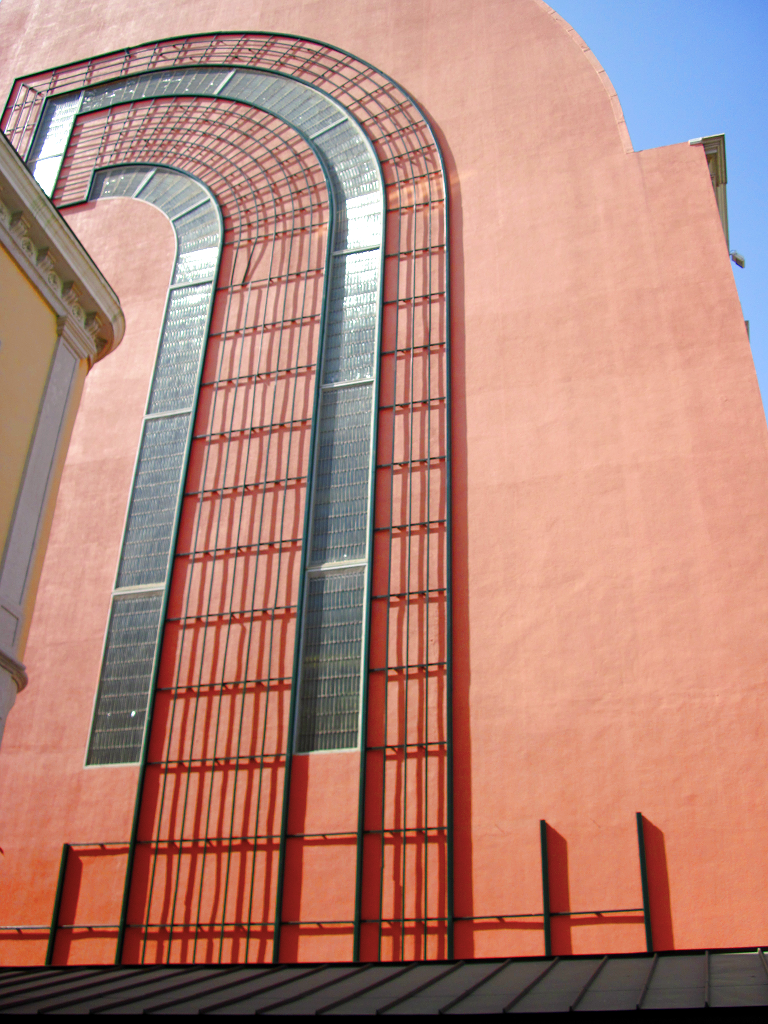
Cinemateca Portuguesa

La Cinemateca Portuguesa es una institución pública dedicada a la difusión y preservación del cine en general y, en particular, del cine portugués. Fue creada en 1948, en Lisboa, donde permanece hoy (actualmente, con sus instalaciones en la calle Barata Salgueiro). La Cinemateca organiza ciclos de cine y exposiciones, además de tener un Museo de Cine, archivos, biblioteca, librería y bar-restaurante. El Archivo Nacional de Imágenes en Movimiento (ANIM) está bajo su responsabilidad.

## Historia

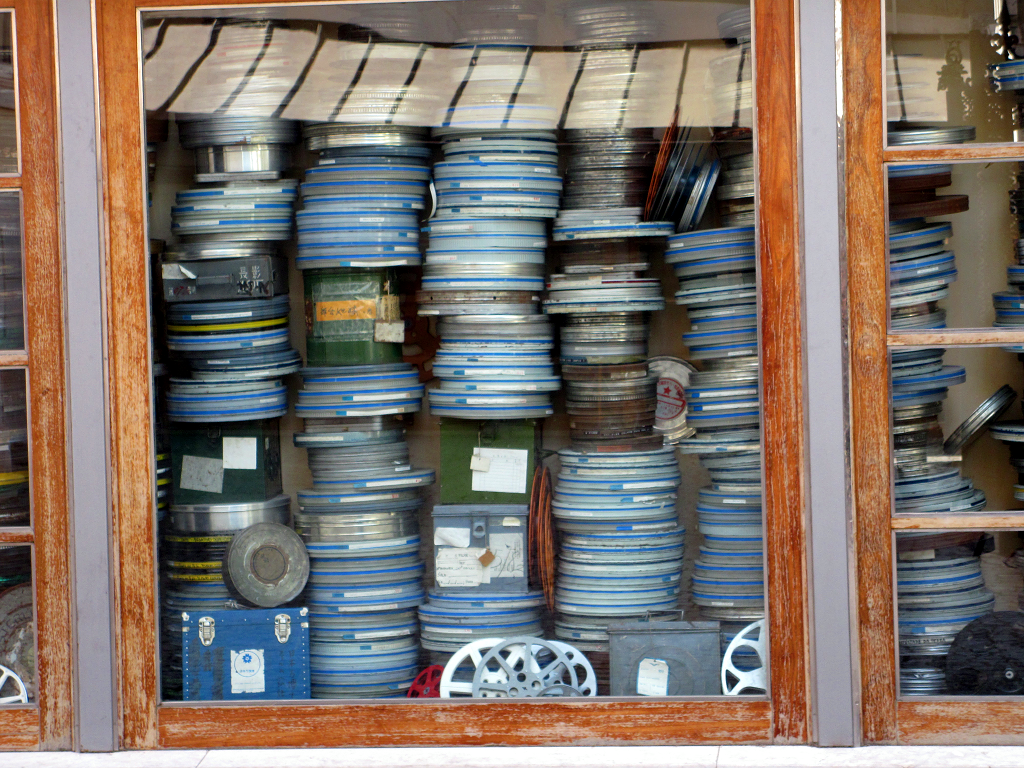
Latas de viejas películas en la Cinemateca

La Cinemateca Portuguesa surgió en 1948, en los tiempos del Estado Novo, de una colección documental de la antigua Secretaría Nacional de propaganda, futura Secretaría Nacional de Información, órgano de promoción cultural del gobierno de António Salazar. Manuel Félix Ribeiro, empleado de la Secretaría Nacional de Información, fue el primer director de la entonces Cinemateca Nacional. El 29 de septiembre de 1958 tuvo lugar la primera sesión de cine público y autónomo en el Palácio Foz, y al día siguiente, el 30 de septiembre, tuvo lugar la apertura de la Biblioteca al público.
La Cinemateca Portuguesa pasó a ser una división del Instituto Portugués de Cine en 1973, en la fase final del gobierno de Marcello Caetano, permaneciendo en esa condición hasta el año 1979, siempre bajo la dirección de Manuel Félix Ribeiro, quien permaneció en ese cargo incluso después del cambio de régimen político, posterior al 25 de abril de 1974. Le sucedió Luís de Pina, en el año 1982.
En 1979, al frente del Gobierno Carlos Mota Pinto, el Estado portugués compró el número 39 de calle Barata Salgueiro; una casa propiedad de la familia del abogado y político Morais Carvalho e instaló en ella la Cinemateca, dependiente del Ministerio de Cultura de Portugal. El nuevo cine se inauguró en 1980.
En 1991, siendo Primer Ministro Aníbal Cavaco Silva, João Bénard da Costa asumió el cargo de director, siendo desde 1980 subdirector. Entre 2001 y 2002 se realizaron las obras de restauración del edificio, bajo la responsabilidad de los arquitectos Alberto Castro Nunes y António Maria Braga. Durante este período, se retomaron las actividades de la Cinemateca en el Palácio Foz. En diciembre de 2002 se reabrieron las instalaciones de la Rua Barata Salgueiro, con el espacio del museo "39 Pasos" y salas de cine renovadas.
La acción de Bénard da Costa se centró en la programación periódica de obras relevantes de la historia del cine, como la Filmoteca francesa, en la renovación de las instalaciones y, como museo del cine, en la creación de condiciones para una buena conservación y restauración. (ANIM) de las películas en archivo. Sin embargo, a diferencia de su homólogo francés, que tiene una "biblioteca de películas" (BiFi), subestimó la necesidad de crear una similar en Portugal, que permitiría una fácil visualización. de películas depositadas por cinéfilos o investigadores. Fuera de las sesiones programadas, las películas permanecen invisibles.
Después de Bénard da Costa (1991 - 2009), Maria João Seixas es nombrada directora de la Cinemateca en enero de 2010, cuando el gobierno está encabezado por José Sócrates. En 2014, siendo Primer Ministro Pedro Passos Coelho, José Manuel Costa (empleado de la Cinemateca desde 1975, y exdirector adjunto en 1995 - 1997 y 2010 - 2014) aparece como nuevo director.

## Espacios y servicios

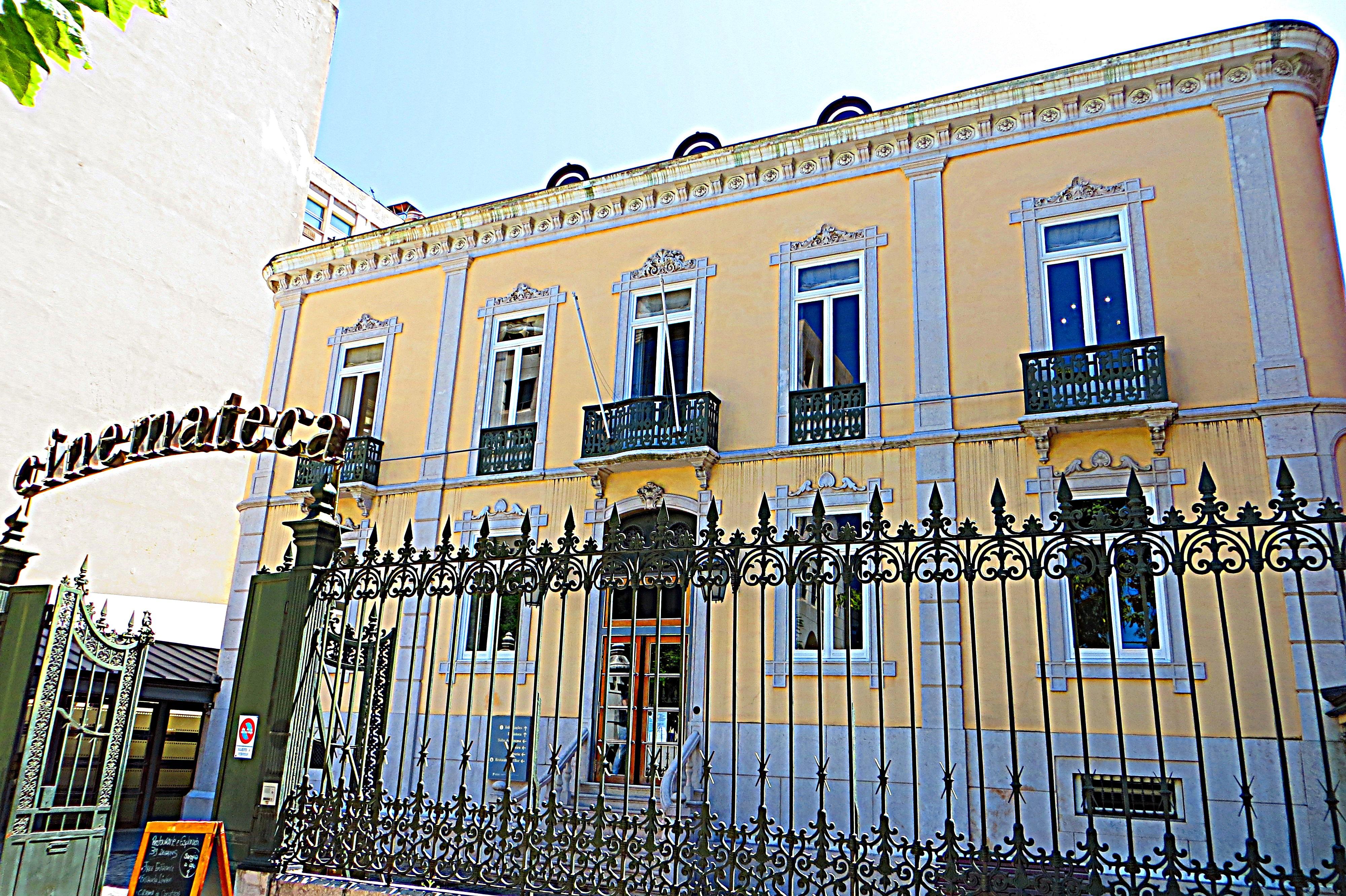
La Cinemateca portuguesa en Rua Barata Salgueiro en Lisboa

### Cines
La Cinemateca cuenta con tres espacios para la proyección de películas: la sala 'Dr. Félix Ribeiro' (la más grande, con 227 asientos); la  sala Luís de Pina  (47 plazas) y la terraza, donde se realizan proyecciones al aire libre en verano.

### Museo
El espacio del museo "39 Degraus" tiene tres salas.
La  Sala dos Carvalhos  está dedicada a la exposición permanente de piezas de la colección de la cinemateca: aparatos, libros y fotografías. Se utiliza habitualmente para pre-cinema o para actuaciones cinematográficas tempranas. La 'Habitación de Cupido' contiene una exhibición de  linternas mágicas. De vez en cuando, se realizan espectáculos con ellos. La  sala 6x2  es para proyecciones con nuevas tecnologías (películas en soporte DVD, con sesiones  non-stop ).

### Biblioteca
La biblioteca está abierta al público en general y cuenta con una sala de consulta y una sala de lectura para libros y material fotográfico.

### Cinemateca Junior
En 2007 se crea la Cinemateca Júnior, con sede en el Palacio de Foz, que ofrece una programación regular, con talleres de tiempo libre, visitas a la exposición permanente interactiva de precine, exhibición de películas y otros actividades para niños y familias.

### ANIM
El Archivo Nacional de Imágenes en Movimiento es el departamento de la Cinemateca portuguesa responsable de salvaguardar y conservar el patrimonio cinematográfico nacional y, en general, de las imágenes en movimiento. Sus responsabilidades incluyen la prospección, recopilación, conservación, preservación, restauración, catalogación y acceso a películas u otras imágenes en movimiento en cualquier medio y de cualquier temporada, formato, género, régimen de producción o fuente. También es responsable de recopilar y procesar datos sobre toda la producción nacional o relacionada con la filmografía portuguesa).

### Publicaciones
La Cinemateca Portuguesa edita periódicamente catálogos y monografías dedicados a actores, directores y diversos temas de la historia del cine.